# Gli ultimi della strada
Gli ultimi della strada, è un film del 1939 diretto da Domenico Paolella.